# 藤原家隆 (左京大夫)
藤原 家隆（ふじわら の いえたか）は、平安時代後期の貴族。藤原北家、関白内大臣・藤原師通の三男。官位は従四位上（または正四位下）・左京大夫。

## 経歴
摂関家の子弟として生まれながら、母の身分が低かったことに加え、早くに父を喪ったこともあって、公卿昇任は果たせずに終わっている。永長元年12月26日（1097年1月12日）に元服。異母兄の忠実に近侍したとされ、忠実と同じく土佐守・藤原盛実の娘を室として、嫡子成隆を儲けている。また娘の一人（待賢門院女房）が平忠盛の側室となって、教盛を儲けたことでも知られている。
『中外抄』下巻第32条には、忠実の孫である興福寺権別当覚継が出家の身にあることに不満を述べていることに対し、忠実の家司であった中原師元が「覚継は忠実の引き立てがあるから仏教界においても今日の地位を得ているのであり、たとえ俗界にあったとしてもその後ろ盾が無ければ、家隆の地位をも越えることができないであろう」と語ったとあり、摂関家子弟であったとしても必ずしも栄達できる訳ではないことの事例として引き合いに出されている。

## 系譜
- 父：藤原師通
- 母：平貞経の娘 - 藤原師実の家女房
- 妻：藤原盛実の娘
  - 男子：藤原成隆
- 生母不詳の子女
  - 男子：藤原定国
  - 男子：藤原昌隆
  - 男子：隆海
  - 男子：澄智
  - 女子：平忠盛妾 - 待賢門院女房
  - 女子：藤原忠章室 - 皇嘉門院女房

江戸時代前期に美濃国高須藩主となった徳永寿昌を輩出した徳永氏は家隆の末裔を称している。